# المسرح الشرقي للحرب الأهلية الأمريكية
يتألف المسرح الشرقي للحرب الأهلية الأمريكية من عدة عمليات عسكرية وبحرية كبرى دارت أحداثها في ولايات فرجينيا وفرجينيا الغربية وماريلاند وبنسلفانيا ومقاطعة كولومبيا (واشنطن العاصمة)، والحصون الساحلية وموانئ ولاية كارولاينا الشمالية (تُعد العمليات التي دارت في القسم الداخلي من ولايتي كارولاينا الشمالية والغربية عام 1865 جزءًا من المسرح الغربي للحرب الأهلية، بينما تُدرج المناطق الساحلية الأخرى على طول ساحل المحيط الأطلسي ضمن مسرح الساحل الأدنى).
كان المسرح الشرقي موقع عددٍ من الحملات الكبرى التي شنها جيش بوتوماك، التابع لجيش الاتحاد، بهدف الاستيلاء على عاصمة الولايات الكونفدرالية، وهي ريتشموند بولاية فرجينيا، لكن معظم تلك الحملات مُنيت بالفشل على يد جيش فرجينيا الشمالية الكونفدرالي بقيادة الجنرال روبرت إدوارد لي. سعى الرئيس أبراهام لينكون إلى تعيين جنرال يكافئ الجنرال لي في شجاعته، فعيّن عددًا من الألوية بهدف قيادة جيوشه الشرقية الرئيسة، وهؤلاء الألوية بالتتالي: إرفين ماكدويل وجورج برينتون مكليلان وجون بوب وأمبروز برنسايد وجوزيف هوكر وجورج ميد. استطاع الجنرال ميد تحقيق نصر حاسمٍ على الجنرال لي في معركة غيتيسبيرغ في يوليو عام 1863، لكن قوات الاتحاد لم تتمكن من الاستيلاء على ريتشموند حتى وصول يوليسيس غرانت، وهو قائد القوات العام المعيّن حديثًا، من المسرح الغربي عام 1864 وتوليه شخصيًا إدارة العمليات الحربية في فرجينيا. على أي حال، استولت جيوش الاتحاد على ريتشموند بعد خوضها عدة معارك دامية خلال حملة أوفرلاند، وحصار مدينتي بطرسبرغ وريتشموند الذي امتد لـ9 أشهر. انتهت العمليات الكبرى في المنطقة عقب استسلام جيش الجنرال لي في معركة أبوتاموكس كورت هاوس في أبريل عام 1865.
على الرغم من خوض معظم المعارك والحملات العسكرية في منطقة فرجينيا بين العاصمة واشنطن ومدينة ريتشموند، خاض الطرفان حملات كبرى أخرى في أماكن قريبة. استطاع الاتحاد، من خلال عملية فرجينيا الغربية عام 1861، بسط سيطرته على المقاطعات الغربية لولاية فرجينيا، وهي المقاطعات التي ستشكل لاحقًا ولاية فرجينيا الغربية. استولى الاتحاد أيضًا على المناطق الساحلية والموانئ الكونفدرالية الواقعة في جنوب شرق فرجينيا وكارولاينا الشمالية. اندلعت اشتباكات متكررة في وادي شيناندواه خلال الأعوام 1862 و1863 و1864. شنّ الجنرال لي غزوتين فاشلتين على أراضي الاتحاد أملًا في التأثير على الرأي العام في الشمال وإنهاء الحرب. في خريف عام 1862، أعقب لي حملة فرجينيا الشمالية الناجحة بأول غزوة له، وهي حملة ماريلاند، والتي انتهت بهزيمته الاستراتيجية في معركة أنتيتام. في صيف عام 1863، شن لي غزوته الثانية، تحت مسمى حملة غيتيسبيرغ، فوصل إلى بنسلفانيا وإلى مناطق في الشمال لم يطأها الجيش الكونفدرالي سابقًا. عقب هجوم الجيش الكونفدرالي على العاصمة واشنطن عام 1864، شنّت قوات الاتحاد حملة في وادي شيناندواه تحت قيادة القائد فيليب شيريدان، ففقد الجيش الكونفدرالي سيطرته على مؤن الطعام الكبرى المخصصة لجيش الجنرال لي.

## مسرح العمليات الحربية
يشمل مسرح الحرب الشرقي حملات تُعد الأشهر في تاريخ الحرب الأهلية عمومًا، ولا تنحصر شهرتها بأهميتها الاستراتيجية فقط، بل بموقعها القريب من المراكز السكنية والصحف الكبرى، وقربها من عاصمتي الطرفين المتصارعين. أُسرت مخيلات سكان جنوب وشمال الولايات المتحدة بالقتالات الملحمية التي دارت بين جيش فرجينيا الشمالية الكونفدرالي تحت قيادة روبرت لي، وجيش بوتوماك الاتحادي الذي تزعمه سلسلة من القادة الناجحين. خاض الطرفان في مسرح الحرب الشرقي أكثر معارك الحرب دموية (معركة غيتيسبيرغ) وأطول معركة دامية في يومٍ واحد (معركة أنتيتام). تعرضت عاصمتا الطرفين، واشنطن وريتشموند، إلى الغزو أو الحصار. يُزعم أن المسرح الغربي ذا أهمية إستراتيجية أكبر من نظيره الشرقي في هزيمة الكونفدرالية، لكن في الحقيقة، لا يمكن القول أن السكان المدنيين، في كلا الطرفين، اعتبروا الحرب منتهية بدون بيان استسلام الجنرال لي في أبوماتوكس كورت هاوس عام 1865.
انحصر مسرح الحرب جغرافيًا بين جبال الأبالاش في الغرب والمحيط الأطلسي في الشرق. وقعت أغلب المعارك، إلى حد كبير، على بعد 100 ميل (نحو 160 كيلومتر) من مدينتي واشنطن وريتشموند. كانت التضاريس الأرضية في مصلحة المدافعين من الجيش الكونفدرالي بسبب جريان سلسلة من الأنهار من الغرب إلى الشرق، بشكل رئيس، فشكلت تلك الأنهار عقبات في وجه المهاجمين من جيش الاتحاد  بدلًا من تحوّلها إلى طرق ومسالك وخطوط اتصال. كان الوضع مختلفًا كليًا في السنوات الأولى من أحداث المسرح الغربي، فاضطر جيش الاتحاد حينها إلى الاعتماد على أنظمة الطرق البدائية حصرًا لتأمين سبل نقل الجيش والمعدات، ما حدّ من الحملات العسكرية لكلا الطرفين في فصل الشتاء. كانت الميزة التي تمتع بها جيش الاتحاد هي سيطرته على البحر والأنهار الرئيسة، والتي سمحت للجيش المرابط قريبًا من البحر بالحصول على التعزيزات والمؤن.
يُعتبر تصنيف الحملات العسكرية الذي وضعته إدارة المتنزهات الوطنية الأمريكية أكثر دقة من التصنيف المستخدم في هذه المقالة. أُهملت بعض الحملات الصغرى في تصنيف إدارة المتنزهات الوطنية، بينما دُمجت حملات أخرى مع بعضها واُدرجت ضمن تصنيفات أكبر. تتحدث هذه المقالة عن بضعة معارك فقط من أصل 160 معركة صنفتها إدارة المتنزهات الوطنية ضمن المسرح الشرقي للحرب.

## القادة الرئيسيون في المسرح الشرقي
- الفريق يوليسيس غرانت، الولايات المتحدة الأمريكية (الاتحاد)
- اللواء جورج ماكليلان، الولايات المتحدة الأمريكية
- اللواء إيرفين ماكدويل، الولايات المتحدة الأمريكية
- اللواء جون بوب، الولايات المتحدة الأمريكية
- اللواء أمبروز برنسايد، الولايات المتحدة الأمريكية
- اللواء جوزيف هوكر، الولايات المتحدة الأمريكية
- اللواء جورج ميد، الولايات المتحدة الأمريكية

- الجنرال روبرت إدوارد لي، الولايات الكونفدرالية الأمريكية
- الجنرال بيير بيوريغارد، الولايات الكونفدرالية الأمريكية
- الجنرال جوزيف إغلستون جونستون، الولايات الكونفدرالية الأمريكية
- الفريق جيمس لونغستريت، الولايات الكونفدرالية المتحدة
- الفريق ستونوول جاكسون، الولايات الكونفدرالية المتحدة
- الفريق أمبروز باول هيل، الولايات الكونفدرالية المتحدة
- اللواء جوبال إرلي، الولايات الكونفدرالية المتحدة

## العمليات الأولى (1861)
عقب سقوط حصن سمتر في أبريل عام 1861، تسابق الطرفان لتأسيس جيشيهما. أصدر الرئيس أبراهام لينكون نداءً لـ75 ألف متطوع بهدف قمع التمرد، ما أدى إلى انفصال 4 ولايات إضافية على الفور، من بينها ولاية فرجينيا. كان تعداد جيش الولايات المتحدة الأمريكية نحو 16 ألف مقاتل، نصفهم منتشر في ولايات الغرب الأمريكية. كان الفريق المُسنّ وينفيلد سكوت قائد الجيش، وهو محارب مخضرم خاض حرب عام 1812 ضد بريطانيا العظمى والحرب المكسيكية الأمريكية. على الجانب الكونفدرالي، استقال بضعة مقاتلين وضباط فيدراليين من مناصبهم والتحقوا بالولايات الكونفدرالية، فكانت كل ولاية مسؤولة، بشكل منفرد، عن تأسيس جيش الولايات الكونفدرالية في البداية (كانت الطبيعة اللامركزية لدفاعات الولايات الكونفدرالية، والتي عززها غياب ثقة تلك الولايات بالحكومة المركزية القوية، إحدى المساوئ التي عانى منها الجنوب خلال الحرب).
وقعت أولى الاشتباكات في غرب فرجينيا (والتي تشكل حاليًا ولاية فرجينيا الغربية). كان للمنطقة حينها روابط قوية مع ولايتي بنسلفانيا وأوهايو، على عكس روابطها مع فرجينيا الشرقية، وبالتالي عارضت الانفصال، فتأسست حكومة مناصرة للاتحاد على الفور، وناشدت الرئيس لينكون من أجل توفير الحماية العسكرية. أمر اللواء جورج ماكليلان، الذي شغل منصب قائد شعبة أوهايو، جنوده بالزحف من غرافتن والهجوم على الكونفدراليين تحت قيادة العقيد جورج بورترفيلد. جرى أول اشتباك في 3 يونيو عام 1861، وعُرف باسم معركة فيليبي، وكانت تلك أول معركة برية في الحرب الأهلية. كان انتصار ماكليلان في معركة ريتش ماونتن في شهر يونيو سبيلًا لترقيته في خريف ذلك العام وتعيينه قائد جيش بوتوماك. تزامنًا مع استمرار الحملة العسكرية من خلال سلسلة من المعارك الصغيرة، لم يملك الجنرال روبرت لي خبرة في قيادة القتال، على الرغم من سمعته الممتازة باعتباره عقيدًا سابقًا في جيش الولايات المتحدة، فقدّم أداءً باهتًا استحق من خلاله لقبًا ازدرائيًا هو «الجدة لي». نُقل لي بعد فترة قصيرة إلى ولايتي كارولاينا الشمالية والجنوبية لبناء تحصينات عسكرية. استطاع الاتحاد من خلال انتصاره في تلك الحملة تأسيس ولاية فرجينيا الغربية عام 1863.